# Amphitheater von Pozzuoli
Das Amphitheater von Pozzuoli (italienisch Anfiteatro Flavio) ist das drittgrößte römische Amphitheater in Italien.

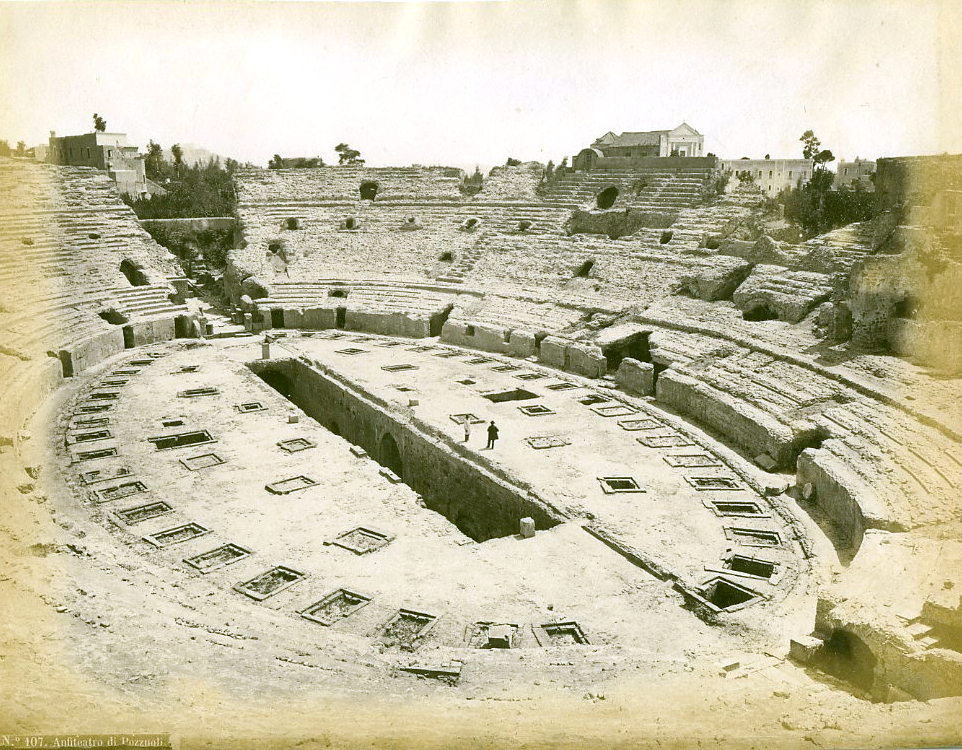
Das Amphitheater von Pozzuoli, Aufnahme aus dem 19. Jahrhundert

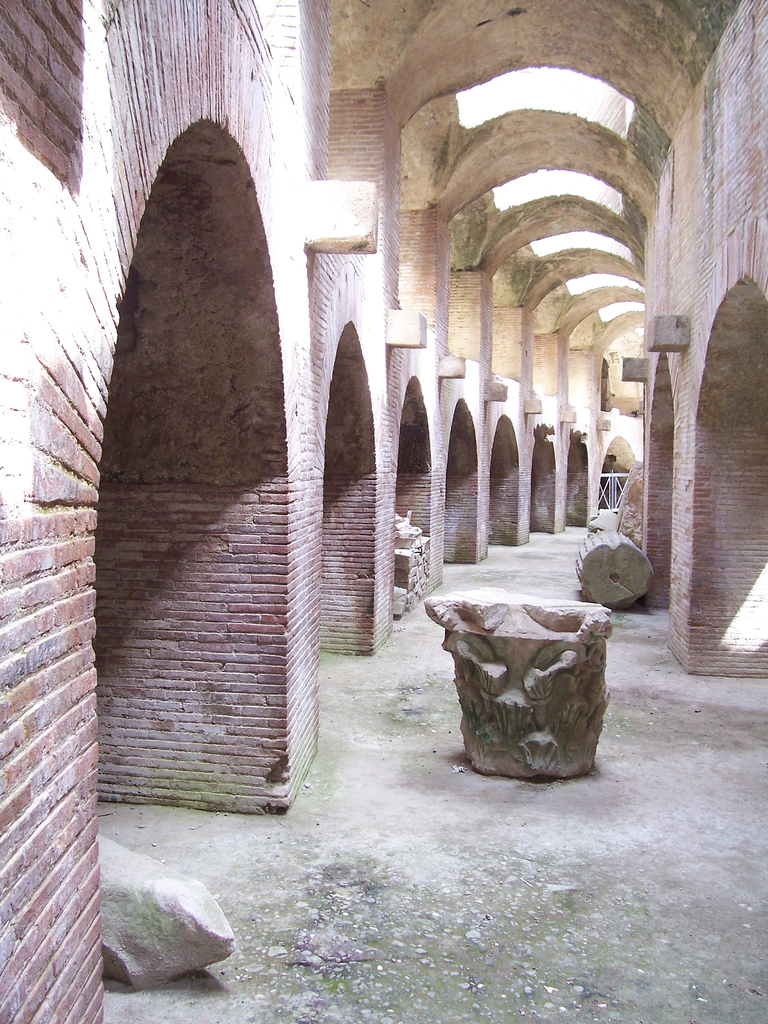
Unterirdischer Bereich des Amphitheaters

## Architektur
Das Amphitheater von Pozzuoli fasste 40.000 Zuschauer, verteilt auf drei Ränge. Zum Betreten der Arena gab es vier Haupteingänge und zwölf kleinere Eingänge. Das Amphitheater verfügt zudem über einen unterirdischen Bereich, der zur Lagerung und Organisation diente. Durch Inschriften in den Steinen des Amphitheaters konnten Historiker viel über die Lebensgewohnheiten der dortigen Bevölkerung erfahren.

## Geschichte
Der Beginn der Bauzeit des Amphitheaters fällt wahrscheinlich in die Amtszeit des römischen Kaisers Vespasian, die Fertigstellung in jene seines Sohnes Titus.
Zu römischer Zeit lag das Amphitheater an einer Straßenkreuzung, die die Städte Neapel, Cumae und Capua verband. Mit einer Kapazität von 40.000 Plätzen war es das drittgrößte Amphitheater im römischen Italien hinter dem Kolosseum in Rom und dem Amphitheater von Capua. Bekannt wurde es außerdem durch die wichtige Rolle bei der Christenverfolgung, da in dieser Arena einige der ersten christlichen Märtyrer gestorben sein sollen. Angeblich begann im Amphitheater von Pozzuoli im Jahr 305 n. Chr. die Folterung des heiligen Januarius, die mit dessen Enthauptung endete.